# Pravosudna policija
Pravosudna policija je služba javne uprave. Ustrojena je unutar Ministarstva pravosuđa Republike Hrvatske. Temeljna zadaća joj je osiguranje kaznionica i zatvora. Službenici pravosudne policije nalaze se unutar Odjela osiguranja kaznionica i zatvora. Prema Pravilniku o načinu obavljanja poslova odjela osiguranja u kaznionicama i zatvorima, poslovi odjela osiguranja, a posredno tome i pravosudne policije su: 
- dežurstvo
- vanjsko osiguranje
- unutarnje osiguranje
- pretraga i

sprovođenje.